# Friedrich Kloebe
Friedrich Kloebe (* 29. Januar 1869 in Smyrna, Osmanisches Reich; † 17. September 1932 in Bad Oeynhausen) war ein deutscher Konteradmiral.

## Leben
Kloebe trat am 11. April 1885 als Kadett in die Kaiserliche Marine ein. Nach Absolvierung der Grundausbildung und des obligatorischen Borddienstes auf dem Schulschiff Niobe wurde er am 13. April 1886 Seekadett. Mit dem Ende der Ausbildung erfolgte am 18. Mai 1888 seine Beförderung zum Unterleutnant zur See. Anschließend kam er auf das Panzerschiff Bayern. Seinen ersten Auslandseinsatz erlebte er als Wachoffizier an Bord der Kreuzerfregatte Leipzig. Unter Kapitän zur See Fritz Rötger lief die Leipzig im Frühjahr 1890 zu einer Fahrt durch das Mittelmeer über Ostasien bis Neuseeland und Samoa aus. Nach einer kurzen Zeit des Zusammenwirkens in dem vor Ort stationierten deutschen Flottenverband ging die Reise 1891 weiter nach Chile. Während des chilenischen Bürgerkrieges im Frühsommer 1891 verblieb das Schiff zur Unterstützung der deutschen Interessen im Küstengebiet von Chile. Erst Ende des Jahres ging die Fahrt weiter nach Südafrika, wo sie 1892 eintrafen und das Schiff auf der Werft in Kapstadt überholt werden musste. Nach der Weiterfahrt ging Kloebe im April 1892 in Colombo von Bord und trat auf dem Dampfer Lawang seine Heimreise an. Nach Deutschland im Juni 1892 zurückgekehrt, wurde er als Kompanieoffizier in der II. Matrosen-Division bzw. II. Werftdivision sowie zeitweise als Wachoffizier auf dem Aviso Jagd verwendet. Nach kurzzeitigen Dienst auf der Kaiserin Augusta und der Mars wurde Kloebe Anfang Oktober 1893 zum Matrosendetachement auf Helgoland versetzt.
Zwei Jahre später trat er auf dem Dampfer Salier die Ausreise nach Westafrika an, um für ein Jahr auf dem Stationsschiff Hyäne seinen Dienst als Wachoffizier zu versehen. Daran schlossen sich in gleicher Eigenschaft Verwendungen auf den Panzerschiffen Brandenburg und Weißenburg sowie die Beförderung zum Kapitänleutnant an. Ab Oktober 1898 war Kloebe als Lehrer an der Deckoffizierschule in Kiel tätig und fungierte zwischenzeitlich für ein halbes Jahr als Erster Offizier auf dem Vermessungsschiff Hyäne. Von Ende Juni bis Mitte September war Kloebe in der Folge zugleich Navigationsoffizier auf dem Kleinen Kreuzer Niobe und auf dem Großen Kreuzer Victoria Louise. Es schlossen sich für ihn eine Referententätigkeit beim Torpedoversuchskommando und eine zeitweise Verwendung als Kommandant der Torpedoboote S 33, G 89 und S 66 an. Sein dritter Auslandseinsatz führte Kloebe im Oktober 1903 auf dem Landweg über Sibirien nach Ostasien, wo er als Erster Offizier auf dem Großen Kreuzer Hansa Dienst versah und Mitte Mai 1904 zum Korvettenkapitän befördert wurde. Über Nagasaki kehrte er bis Ende Oktober 1905 mit dem Dampfer Rhein nach Deutschland zurück und stand zur Verfügung des Chefs der Marinestation der Nordsee. Vom 1. November bis zum 31. Dezember 1905 hatte man Kloebe mit der Vertretung des Artillerieoffiziers vom Platz und Vorstandes des Artillerie- und Minendepots in Wilhelmshaven beauftragt. Dann folgten drei Jahre als Mitglied der Schiffsprüfungskommission. Zum Fregattenkapitän wurde Kloebe am 10. November 1908 befördert und wechselte Ende März 1909 als Kommandant auf das Küstenpanzerschiff Ägir. Am 16. September 1909 wurde er mit der Wahrnehmung der Geschäfte des Vorstandes des Zentralresorts und des Assistenten des Oberwerftdirektors an der Kaiserlichen Werft Danzig beauftragt. Unter Beförderung zum Kapitän zur See übernahm er am 22. März des Folgejahres den Aufgabenbereich vollständig und führte ihn bis September 1912. Anschließend stand er dem Chef der Marinestation der Ostsee zur Verfügung und wurde am 14. Dezember 1912 in Genehmigung seines Abschiedsgesuches zur Disposition gestellt.
Mit Beginn des Ersten Weltkrieges wurde Kloebe als z. D.-Offizier wiederverwendet. Zunächst war er bis Oktober 1915 zum Admiralstab kommandiert und in der Nachrichtenabteilung tätig. Bereits während dieser Zeit war er als Kriegsberichterstatter im neutralen Griechenland gewesen und wurde dem Marineattachés an der deutschen Gesandtschaft in Athen Korvettenkapitän Alexander von Senarclens-Grancy als Hilfskraft zur Verfügung gestellt. Für den noch nicht mit den Athener Verhältnissen betrauten Freiherrn blieb Kloebe ein wertvoller Mitarbeiter, der mit dem Eisernen Kreuz II. Klasse ausgezeichnet wurde. Ende März 1916 wurde er aus Athen abberufen und bis Mitte August 1916 erneut zum Nachrichtendienst des Admiralstabes der Marine kommandiert. Anschließend erhielt Kloebe den Posten als Ausrüstungsdirektor an der Kaiserlichen Werft in Danzig, bis er im Oktober 1918 zur Verfügung des Chefs der Marinestation der Ostsee bzw. des Admiralstabes der Marine gestellt wurde. Nach Kriegsende erfolgte am 30. Dezember 1918 seine Verabschiedung und mit diesem Datum wurde ihm mit Rangdienstalter vom 30. August 1919 der Charakter als Konteradmiral verliehen.
Kloebe verstarb am 17. September 1932 mit 63 Jahren in Bad Oeynhausen.